# Анрі Террас
Анрі Террас (фр. Henri Terrasse; 8 серпня 1895, Вриньї, Луаре, Франція — 11 жовтня 1971, Гренобль, Франція) — французький історик-сходознавець, археолог, мистецтвознавець, фахівець з історії, архітектури та мистецтва ісламської Північної Африки. Один з авторів «Енциклопедії ісламу». Член-кореспондент Академії образотворчих мистецтв (1933), член-кореспондент Королівської академії історії у Мадриді (1933). Почесний професор Оксфорда (1954). Офіцер ордену Почесного легіону, ордена Христа, Великий офіцер ордену Алауїтського трону та командор ордена Академічних пальм, ордена Альфонсо X Мудрого, ордена Ізабелли Католички.

## Біографія
Анрі Террас народився 8 серпня 1895 року у місті Вриньї, департамент Луаре. У 1914 році, після початку Першої світової війни, його призвали до французької армії, де він служив аж до закінчення бойових дій. У 1918 році Анрі прийняли у Вищу нормальну школу. Здобувши освіту, у 1921 році він переїхав до міста Рабат, Французький протекторат Марокко, де вступив на роботу до коледжу імені Мулая Юсуфа. Вже у 1923 році він отримав посаду професора та директора з вивчення археології й ісламського Інституту передових марокканських досліджень все у тому ж Рабаті, де спільно з Анрі Бассе вивчав мусульманську архітектуру Марокко, зокрема мечеті часів династії Альмохадів свої праці друкував в основному у журналі «Hespéris». У 1932 році Анрі у Сорбонні під керівництвом Жоржа Марсе захистив дисертацію «Іспано-мавританське мистецтво від витоків до XIII століття», здобувши ступінь PhD з історії.
У 1935 році Анрі вперше отримав археологічну посаду, бувши призначеним главою Служби історичних пам'яток Марокко (фр. Service des Monuments historiques du Maroc), агентства зі штаб-квартирою у французькому Марокко, яке займалося вивченням монументів й археологічних пам'яток на території протекторату. Тут він пропрацював аж до свого від'їзду у 1957 році. На цій посаді Анрі присвятив себе збереженню та відновленню історичної спадщини Марокко й опублікував кілька важливих монографій про конкретні пам'ятки, як-от Мечеть андалузців у Фесі та Велика мечеть у Тазі. У 1941 році він отримав підвищення на посаді до директора Інституту передових марокканських досліджень. У 1945 році він змінив Жоржа Марсе на посаді голови кафедри ісламської археології в Алжирському університеті, працюючи одночасно і на мистецтвознавчій, і на управлінській, і на історичній посадах. У 1957 році, невдовзі після того, як Марокко набуло незалежності від Франції, Анрі переїхав до Іспанії та став директором Каса де Веласкес, французької школи у Мадриді, а у 1965 році вийшов на пенсію. Його останньою великою публікацією було докладне дослідження історії архітектури мечеті Каравіїн у Фесі. Помер 11 жовтня 1971 року.

## Праці
Робота Анрі «Іспано-мавританське мистецтво від зародження до XIII століття» (фр. L'art hispano-mauresque, des origines au XIIIe siècle) є переробленою дисертацією вченого, у якій він оповідає про мистецтво Марокко й іспано-мавританців у цілому від самої його появи з моменту арабського завоювання регіону до закінчення середньовіччя. Іноді він загострює свою увагу на окремих об'єктах і проявах, але здебільшого робота розповідає про все рівномірно.
Найбільш об'ємна робота Терраса — двотомна «Історія Марокко з найдавніших часів до французького протекторату» (фр. L’Histoire du Maroc depuis les origines jusqu’au protectorat français) — результат його двадцятип'ятирічної роботи, в якому об'єднані його власні напрацювання та дослідження, які проводилися інститутом після закінчення Першої світової війни. Під час свого дослідження Террас ввів у науковий обіг нову концепцію — «існування трьох різних марокканців». Протягом тривалого періоду історії на території цієї країни існували різні державні утворення, кожне з яких прагнуло до Середземномор'я або в Атлантику. Анрі Террас у своїй роботі ділить Марокко на три основні частини — гірське Марокко, яке традиційно виділялося ще до нього у науці, що складається з ер-Ріфа, місця проживання народу джебала, Середнього та Високого Атласу, і виділені вченим внутрішнє і зовнішнє Марокко. Якщо перше з них — багата країна, яка процвітає у різні історичні періоди, у центрі регіону, то друге — пасовища та пустелі на кордонах, де жили бідні та дикі племена, які періодично намагалися захопити регіон. Вчений приходить до висновку, що всю історію у країні спостерігається явне переселення населення з одних районів до інших, але без спроб змішатися. Під час розповіді про марокканську історію Террас приділяє увагу історії Іспанії, яка завжди була тісно пов'язана — нерідко династії, як-от Альморавіди й Альмохади, правили обома регіонами. Звідси приходить новий і широко прийнятий у науці висновок про існування іспано-мавританської цивілізації у середньовічному Марокко. На думку історика Роберта Рикара, ця праця випереджає свій час, проривна та безумовно «задає новий вектор вивчення історії країни». Сходознавець Жорж Марсе назвав працю Анрі максимально об'єктивним і логічним дослідженням, яке проливає світло на багато раніше слабовисвітлені аспекти культури й історії Марокко. У роботі 2014 року історик Едмунд Берк назвав роботу Анрі класичною.

## Нагороди
Офіцер ордену Почесного легіону, Військового хреста 1914—1918 та ордену Христа (Португалія), Великий офіцер ордену Алауїтського трону. Командор ордена Академічних пальм, ордена Альфонсо X Мудрого, ордена Ізабелли Католички}}.
Книга Тераса «L'Art hispano-mauresque des origines au XIIIe siècle» отримала Премію імені Луї Беньє від Академії образотворчих мистецтв і премію імені Рауля Дюсеньйора від Академії надписів та красного письменства. Книга «La Mosquée des Andalous a Fès» отримала премію від Академії надписів та красного письменства, яка фінансувалася фондом Луї Фульда. Наступна робота «La Grande Mosquée de Taza» отримала Премія Катеначчі від тієї ж академії. Робота «L'Histoire du Maroc depuis les origines jusqu'au protectorat français» у двох томах нагороджена Гран-прі премії Брокет-Гонен, однієї з головних нагород Французької академії, і другої для Анрі премії імені Рауля Дюсеньйора від Академії надписів та красного письменства. За книгу «Nouvelles recherches archéologiques à Marrakech» Террас був нагороджений премією Кар'є від тієї самої академії, а наступна праця «Islam d'Espagne. Une rencontre de l'Orient et de l'Occident» — премією Жана Рейно від Академії моральних і політичних наук.
Член-кореспондент Академії вишуканих мистецтв (1933), член-кореспондент Королівської академії історії у Мадриді (1933). Почесний професор Оксфорда (1954).